# باند صورتی

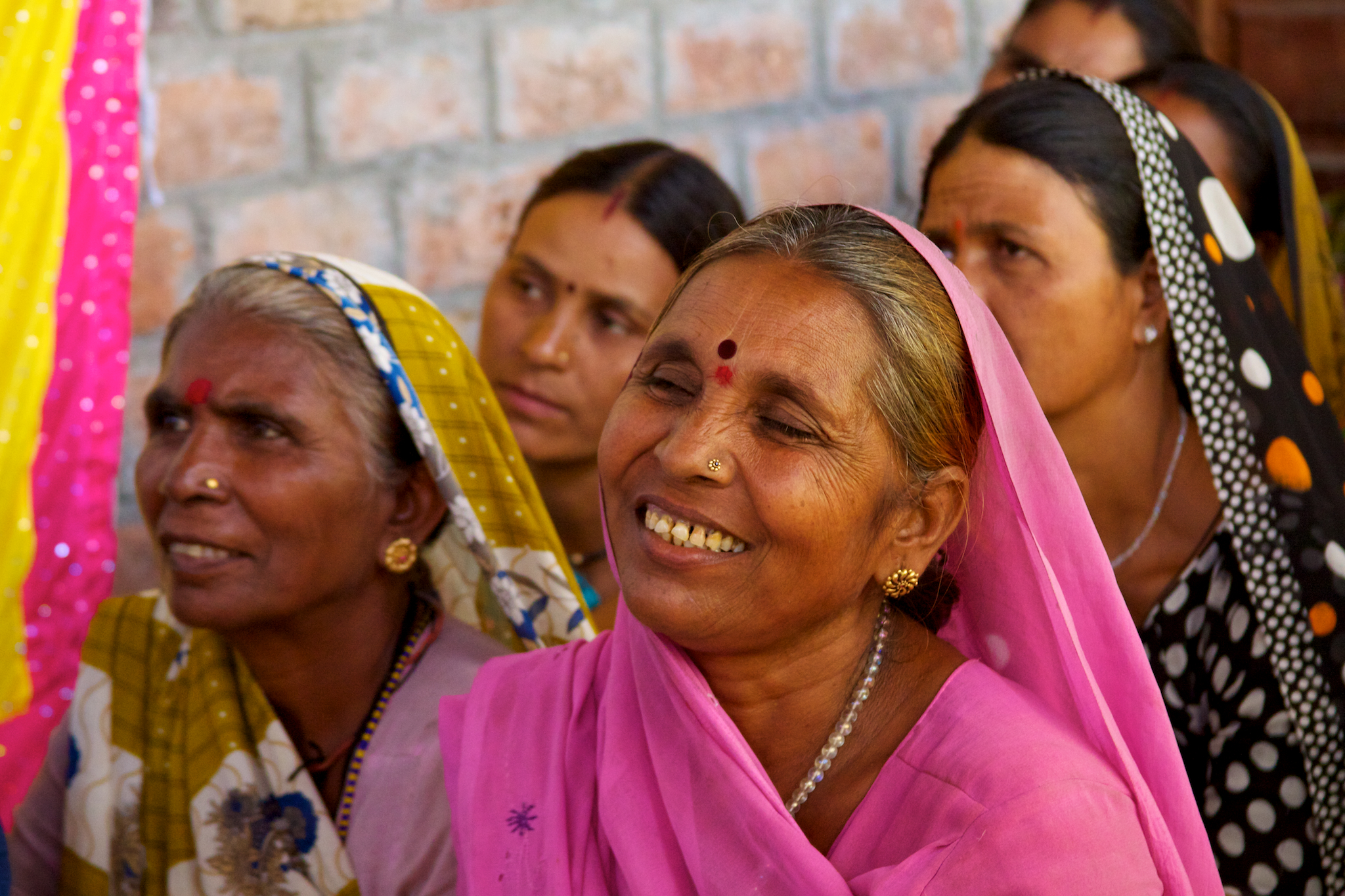
یکی از اعضای باند صورتی در یک نشست

باند صورتی (به هندیgulabī ،गुलाबी، یعنی صورتی) گروهی ۱۴۰ هزار نفری از زنان هندی است که با بی‌عدالتی علیه زنان -از قبیل خشونت جنسی و جسمی، بی‌سوادی، ازدواج در سن پایین، زورگویی خانواده شوهر و نابرابری اجتماعی- مبارزه می‌کنند. فعالیت این گروه در ایالت اوتار پرادش هند متمرکز است.
لفظ صورتی برای این گروه به این علت استعمال می‌شود که آنها از ساری‌های صورتی استفاده می‌کنند.شیوه آنها به این طریق است که با چماق در داخل پاسگاه‌های پلیس و دیگر ادارات دولتی تجمع کرده و اجازه ورود و خروج را به کسی نمی‌دهند تا به خواسته‌شان برسند.